# Pil-dong
Pil-dong (koreanska: 필동) är en stadsdel i stadsdistriktet Jung-gu i Sydkoreas huvudstad Seoul.